# Lahayville
Lahayville ist eine französische Gemeinde mit 29 Einwohnern (Stand 1. Januar 2022) im Département Meuse in der Region Grand Est (bis 2015 Lothringen). Sie gehört zum Arrondissement Commercy und zum Kanton Saint-Mihiel.

## Geografie

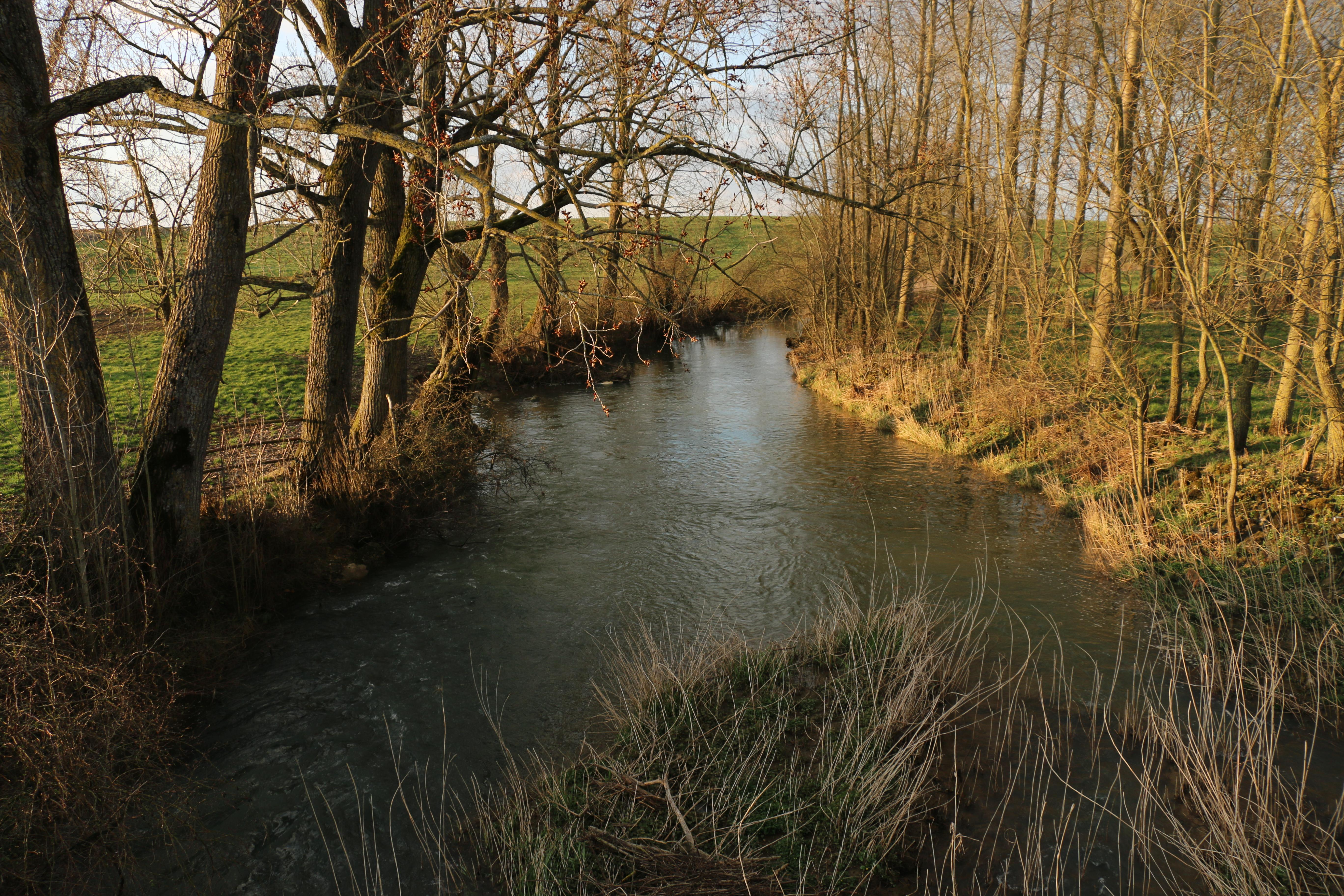
Rupt de Mad bei Lahayville

Die Gemeinde Lahayville liegt am Oberlauf des Flusses Rupt de Mad, 20 Kilometer östlich von Saint-Mihiel und 22 Kilometer westlich von Pont-à-Mousson. Im Nordwesten hat die Gemeinde einen kleinen Anteil am Lac de Madine.
Nachbargemeinden von Lahayville sind Essey-et-Maizerais im Norden, Saint-Baussant im Nordosten, Seicheprey im Süden, Richecourt im Westen sowie Pannes im Nordwesten.

## Geschichte
Lahayville ist um 1377 gegründet worden.
Das Dorf wurde im Ersten Weltkrieg zerstört und 1922/23 wieder aufgebaut.

### Bevölkerungsentwicklung
| Jahr      | 1962 | 1968 | 1975 | 1982 | 1990 | 1999 | 2008 | 2019 |
| Einwohner | 36   | 44   | 47   | 48   | 39   | 23   | 29   | 28   |

## Sehenswürdigkeiten
Die Kirche Mariä Himmelfahrt (Église de l’Assomption) wurde im Jahr 1741 erbaut. Restaurierungen gab es in den Jahren 1840 und 1930. Der Architekt war Royer. Über den Fluss Rupt de Mad führt eine Brücke aus dem Jahr 1819. Am Friedhof befindet sich eine kleine Kapelle aus dem 19. Jahrhundert. Westlich der Kirche stehen kleine Häuser aus der Zeit vor dem Ersten Weltkrieg. Hier wohnten Soldaten im Ersten Weltkrieg. Das Kriegerdenkmal wurde nach dem Ersten Weltkrieg errichtet und erinnert an Gefallene dieses Krieges. Ein Betonbunker aus dem Ersten Weltkrieg ist in der Rue de l’Eglise erhalten geblieben.

## Wirtschaft
Lahayville ist landwirtschaftlich geprägt. Im Ort befinden sich zwei Rinderzuchtbetriebe.